# قائد جوق

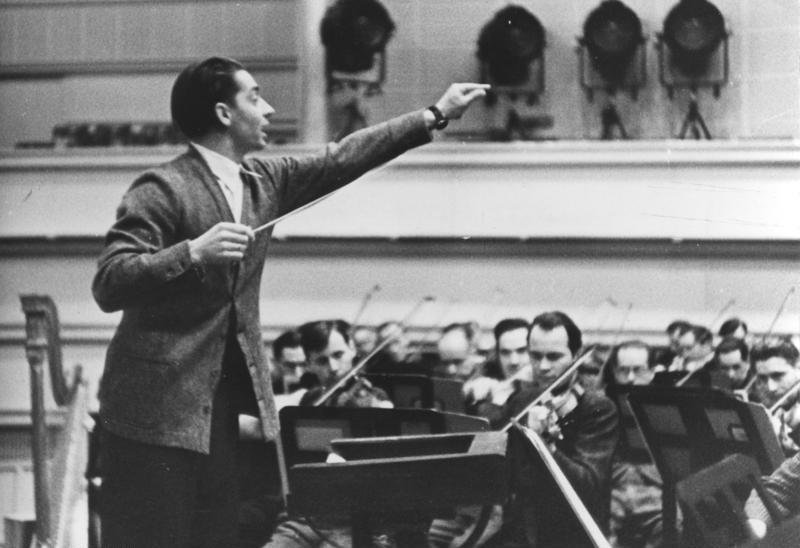

قائد الجوق أو المايسترو (من اللغة الإيطالي وتعني «السيد» أو "المعلم") هو عنوان الاحترام الشديد الذي يعطى لقائد فرقة موسيقية. وهذا المصطلح يستخدم في سياق الموسيقى الكلاسيكية الغربية والأوبرا. ويرتبط هذا مع استخدام كل مكان من المفردات الإيطالية للشروط الموسيقى الكلاسيكية. ويمكن منح لقب المايسترو على الملحنين والفنانين، بمديري ومدراء الموسيقى ومدرسي الموسيقى.
و المايسترو هو الذي يقود مجموعة من عازفين الأوبرا في العزف وهو أيضاً الذي يأمرهم بالوقوف عن العزف عن طريق إشارات بيديه أو باستخدام العصا، ويجب ان يكون المايسترو خبيراً بالموسيقى وانواعها ليكون قادر على قيادة العازفين إلى عزف مقطوعة معينة.

## المايسترو في الموسيقى العربية
قد يظن البعض أن ليس للمايسترو في فرق الموسيقى العربية أدنى أهمية وأن عازف الإيقاع في الموسيقي العربية هو المايسترو، ومن الأمثلة على ذلك حفلات أم كلثوم ومحمد عبد الوهاب وغيرهما، لم نر فيها أي مايسترو ، وهذا ليس دقيقًا؛ لأن الموسيقى العربية القديمة كانت من نوع الـ Monophonic أو أحادية الخط ، وبسبب عدم وجود قائد ثابت في حفلات أم كلثوم سنجد ما قد نسميه بـ «عشوائية» مميزة، فمرات يظن العازفين أن هذا المقطع سيكرر أو أن عليه الانتقال إلى المقطع التالي، وقد يكون ايضًا السبب هو عدم وجود نوتة موسيقية موحدة، وفي الكثير من الأحيان يعتبر انفلات العازف وخروجه عن الخط اللحني المكتوب وعزفه تلك الجملة من مخزونه الموسيقي في الأداء أمرًا حميدًا، ولذلك يفضل بعض الناس الموسيقى المباشرة أو «الحفلات» عن الموسيقى أو الأغاني المسجلة مسبقًا والتي تكون متقنة ولا يقوم العازفيين بالخروج عن الخط الأصلي والذي هو أساس التغيير، ولكن مع تتطور الموسيقى العربية وتحولها إلى polyphonic أي متعددة الخطوط اللحنية، كألحان عمار الشريعي لعل أشهرها موسيقى مسلسل رأفت الهجان التي شرح ووضح كيف لحنها في برنامجه سهرة شريعي، ونذكر أيضًا الموسيقار عمر خيرت وألحانه المعقدة مثل رابسودية عربية، وموسيقى ليلة القبض على فاطمة وياسر عبدالرحمن الذي كان يقود الفرقة مع العزف المنفرد على آلة الكمان وغيرهم الكثير، فسنجد أن جميع هذه المقطوعات لم تعزف إلا تحت قائد، حتى يحدث توافق بين الأصوات والنوتات الموسيقية المختلفة، كصوت الباس أو الـ Bass والآلات الوترية Strings آلات النفخ Woodwinds والآلات الإيقاعية Percussions.

## مهام المايسترو
- يضبط المايسترو الزمن.
- يقوم المايسترو بتطوير رؤية حول كيفية رغبته في سماع القطعة الموسيقى، ثم يحاول نقل هذه الرؤية إلى العازفين.
- ينقل المايسترو رؤيته وتفسيره للمقطوعة الموسيقية.[2]
- ضبط أوقات البدء والانتهاء وأوقات الانتقالات.
- ضبط التحويلات في الايقاعات المختلفة.
- ضبط التحويلات في المقامات الموسيقى العربية المختلفة.
- اضافات التعديلات البسيطة إذا لزم الأمر.
- إضافة اصوات جديدة إذا احتاج إلى ذلك.
- توحيد جميع العازفين حتى يخرج الصوت بدون أي نشاز.
- توضيح الالتباسات.
- تدريب العازفين للعزف سويًا

## بعض أهم المايسترو
- ليونارد برنستاين
- كارلوس كليبر [الإنجليزية]
- كلاوديو عبادو
- دانييل بارنبويم
- فاليري جيرجيف [الإنجليزية]
- سيمون راتل
- غوستافو دوديل [الإنجليزية]